# Ina Latendorf
Ina Latendorf (geboren am 26. Juni 1971 in Greifswald) ist eine deutsche Politikerin (Die Linke, zuvor PDS). Sie ist seit 2021 Mitglied des Bundestags.

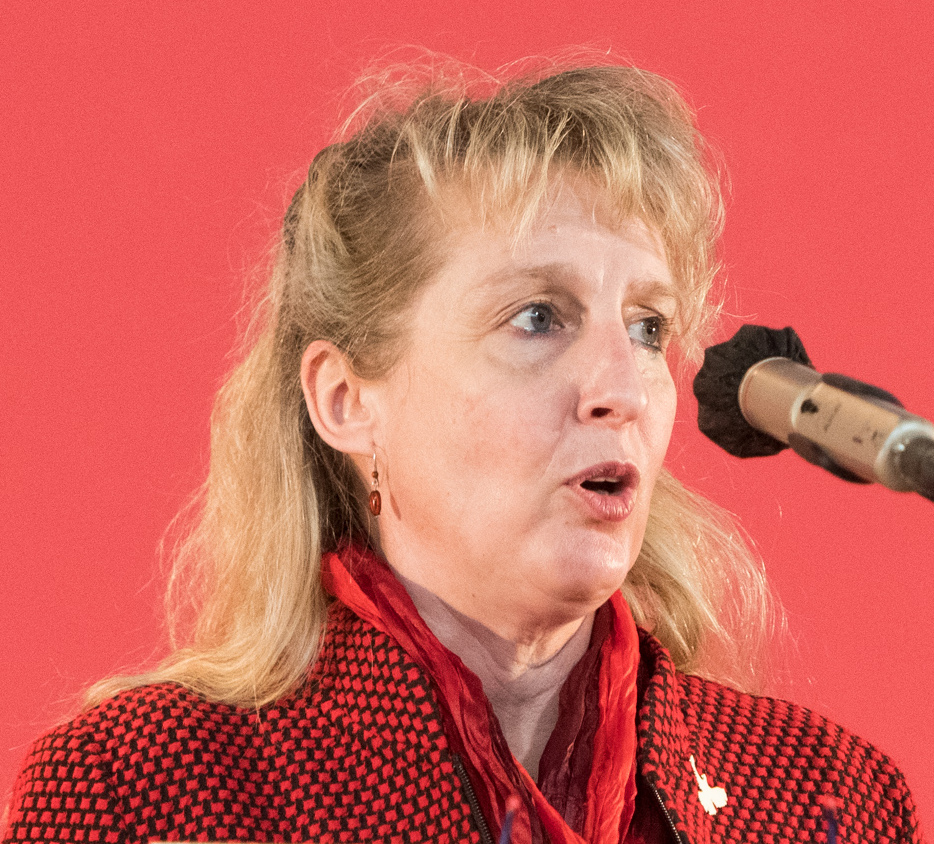
Ina Latendorf, 2021

## Leben
Nach einer Berufsausbildung mit Abitur als Facharbeiterin Pflanzenproduktion von 1988 bis 1991 studierte sie in Greifswald von 1991 bis 1996 Rechtswissenschaften, 1996 legte sie ihr erstes juristisches Staatsexamen ab. Ihr Referendariat absolvierte sie von 1998 bis 2000 in Stralsund und Speyer. Im Jahr 2000 legte sie das zweite juristische Staatsexamen ab. Anschließend war sie in einer Rechtsanwaltskanzlei in Neustrelitz und im Amt für Landwirtschaft Stralsund/Franzburg tätig. Von 2001 bis 2021 war als Referentin beim Bürgerbeauftragten des Landes Mecklenburg-Vorpommern tätig.

## Politik
Ina Latendorf trat im Jahr 1990 in die Partei des Demokratischen Sozialismus (PDS) ein.
Sie war von 1994 bis 1998 Gemeindevertreterin für die PDS in der Gemeinde Bremerhagen. Seit 2019 ist sie Mitglied des Kreistages Ludwigslust-Parchim, Fraktion Die Linke.
Zur Landtagswahl in Mecklenburg-Vorpommern 2006 trat sie als Direktkandidatin im Landtagswahlkreis Vorpommern-Rügen II - Stralsund III an.
Bei der Bundestagswahl 2021 trat Ina Latendorf für die Die Linke, die Nachfolgerin der PDS, auf Platz 2 der Landesliste und im Bundestagswahlkreis Schwerin – Ludwigslust-Parchim I – Nordwestmecklenburg I als Direktkandidatin an. Sie zog über die Landesliste ihrer Partei in den 20. Deutschen Bundestag und 21. Deutschen Bundestag ein. Im Bundestag war Latendorf ordentliches Mitglied im Ausschuss für Ernährung und Landwirtschaft und im Petitionsausschuss. Zudem gehörte sie als stellvertretendes Mitglied dem Verkehrsausschuss an. Ab Oktober 2023 war Latendorf, wie die verbleibenden Linken-Abgeordneten, aufgrund der Abspaltung des Bündnisses Sahra Wagenknecht fraktionslos und gehörte der parlamentarischen Gruppe Die Linke an.
Bei der Bundestagswahl 2025 zog sie über die Landesliste ihrer Partei in den Deutschen Bundestag ein. Am 24. Juni 2025 wurde sie zur Parlamentarischen Geschäftsführerin ihrer Fraktion gewählt.

## Privates
Ina Latendorf ist Mutter eines Kindes.